# フィランダーリ
フィランダーリ（イタリア語: Filandari）は、イタリア共和国カラブリア州ヴィボ・ヴァレンツィア県にある、人口約1,900人の基礎自治体（コムーネ）。

## 地理

### 位置・広がり

#### 隣接コムーネ
隣接するコムーネは以下の通り。
- チェッサニーティ
- ヨナーディ
- ミレート
- ロンビオーロ
- サン・カロージェロ
- ヴィーボ・ヴァレンツィア
- ズングリ

## 行政

### 分離集落
フィランダーリには、以下の分離集落（フラツィオーネ）がある。
- Pizzinni, Scaliti, Arzona, Mesiano